# Tristan Gale
Tristan Gale (Ruidoso, 10 de agosto de 1980) es una deportista estadounidense que compitió en skeleton. 
Participó en los Juegos Olímpicos de Salt Lake City 2002, obteniendo la medalla de oro en la prueba femenina individual. Ganó una medalla de bronce en el Campeonato Mundial de Skeleton de 2003.

## Palmarés internacional
| Juegos Olímpicos   | Juegos Olímpicos                | Juegos Olímpicos  | Juegos Olímpicos |
| Año                | Lugar                           | Medalla           | Prueba           |
| ------------------ | ------------------------------- | ----------------- | ---------------- |
| 2002               | Salt Lake City (Estados Unidos) | Medalla de oro    | Individual       |
| Campeonato Mundial |                                 |                   |                  |
| Año                | Lugar                           | Medalla           | Prueba           |
| 2003               | Nagano (Japón)                  | Medalla de bronce | Individual       |